# Ryszard Pokorski
Ryszard Pokorski (ur. 2 maja 1950 w Szczecinku) – muzyk, kompozytor i  autor.
Od wczesnych dziecięcych lat związany z muzyką. Pobierał prywatne lekcje muzyki na pianinie, później w szkole średniej grał w zespołach muzycznych w Szczecinie i Szczecinku. Od 1970 -1974 roku pracował jako instruktor muzyczny w Domu Kultury w Szczecinku. Między innymi zajmował się opieką muzyczną nad przygotowaniami do festiwali piosenek radzieckiej i żołnierskiej nad piosenkarzami i zespołami amatorskimi na terenie całego kraju. Był pierwszym opiekunem artystycznym Klubu jazzowego powstałego na terenie DK w Szczecinku.
Od 1972 roku profesjonalny zespół muzyczny KRAM z którym koncertował na Festiwalu Muzyki Współczesnej w Kaliszu, Festiwalu Opolskim 1973, oraz na setkach koncertów na terenie całego kraju oraz w ZSRR między innymi z : "Czesławem Niemenem", "SBB", "Skaldami", '"Testem Wojciecha Gąsowskiego", "Stefanem Zachem", "Homo Homini", "Trubadurami", "Budką Suflera".
Wspólne koncerty w kraju i na Węgrzech  z zespołami węgierskimi: "Omega", "General", "Skorpio".
1981 rok największy sukces kompozytorski – piosenka "Pyłem księżycowym" do wiersza I.K.Gałczyńskiego w wykonaniu Stefana Zacha zdobywa tytuł piosenki roku w plebiscycie Polskiego Radia.
Od lat 80 koncertuje za granicą początkowo z krakowskim zespołem "GALAXY" później z kolejną własną formacją STOP Band do dzisiaj. Od 2004 do 2010 na Cyprze.
Aktualnie w Warszawie gra koncerty w klubach i pubach oraz prowadzi własne studio nagrań muzycznych.
Wydane płyty
- Kram – L.P.
- Biała sowa, biała dama, biały kruk
- C.D. Kolory twarzy

Single
- Nasze kungfu
- Zatańcz z nami tango funky
- General Girls
- Idę
- Pyłem Księżycowym
- STOP BAND '

C.D.
- Góralka
- Żyję jak chcę

FILMY z muzyką
- ZAWRÓCONY
- Mężczyzna zapięty na ostatni guzik